# Bird's Custard

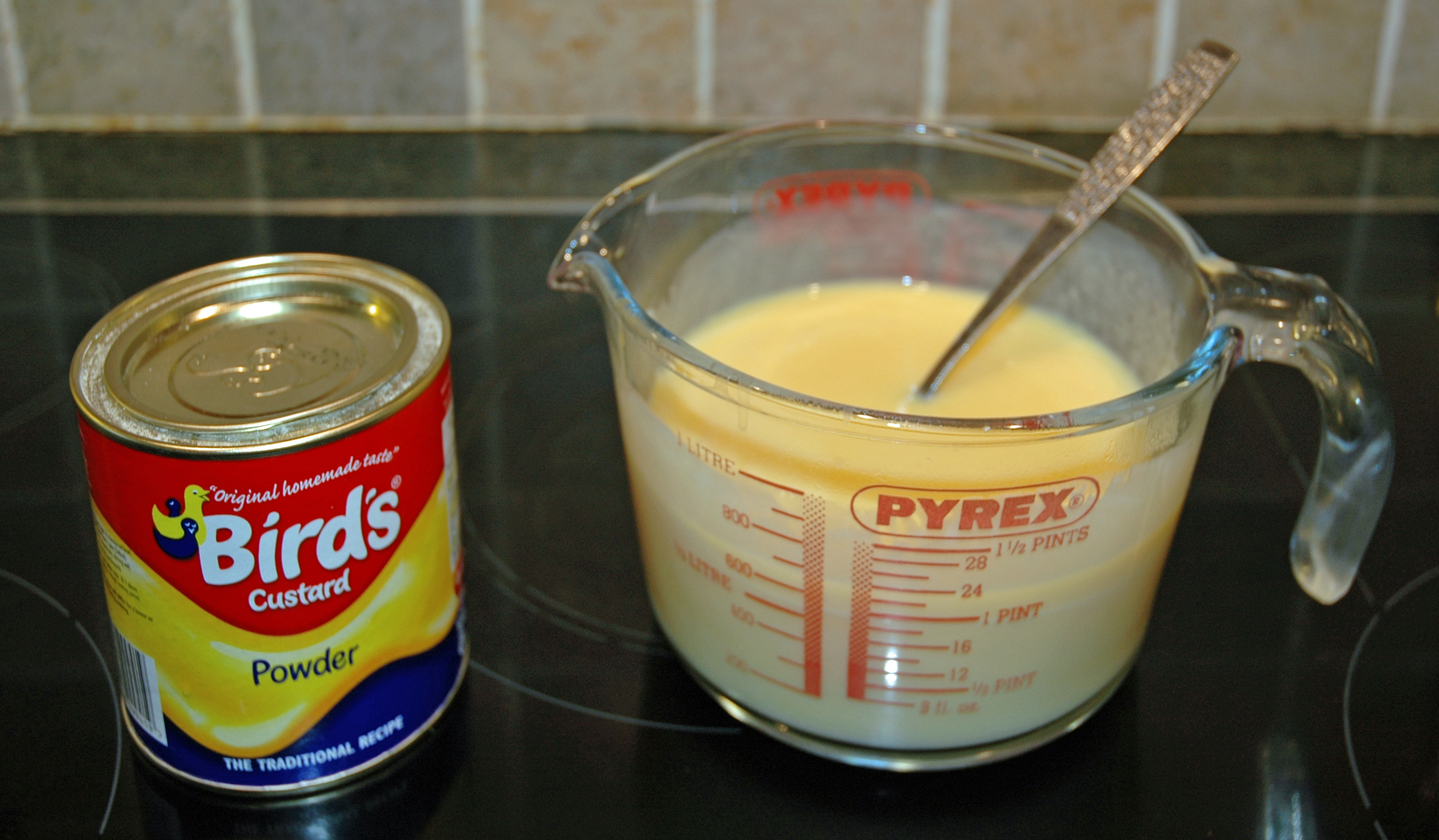
Bird's Custard

Bird's Custard est une marque de poudre alimentaire à base de farine de maïs, qui s’épaissit avec du lait pour former une crème, après avoir été chauffée. La Bird’s Custard a été inventée par Alfred Bird en 1837 à Birmingham, parce que sa femme était allergique aux œufs. C’est « l’ingrédient-clé » pour épaissir une crème dans la cuisine traditionnelle anglaise.

## Historique
Après avoir découvert que son flan était populaire, Alfred Bird fonda Alfred and Sons Ltd à Birmingham. En 1843, la société commercialisa la préparation. Mais ce n’est qu’en 1844 que des campagnes publicitaires sont diffusées pour faire la promotion du produit à l'échelle nationale. Elle a été l'une des premières utilisatrices d'articles promotionnels et de campagnes publicitaires en couleurs. Le célèbre logo « aux trois oiseaux » n’a été inventé qu’en 1929. En 1895, la production de cette fameuse poudre est lancée. Pendant la Première Guerre mondiale, les forces armées britanniques se sont fournies auprès de cette entreprise. 
La Bird’s custard est la version originale de ce qui est connu génériquement comme poudre à crème. Elle est fabriquée à l’aide de farine de maïs (fécule de maïs des États-Unis) à base de poudre qui s'épaissit pour former une sauce crémeuse lorsqu'elle est mélangée avec du lait chauffé à une température suffisante. La recette de la Bird’s custard a été inventée en 1837 par Alfred Bird parce que sa femme était allergique aux œufs, ingrédient clé utilisé pour épaissir la crème traditionnelle. 

## Utilisation
Aujourd’hui, la Bird’s custard peut se cuisiner de différentes façons. Selon sa consistance, elle forme une crème anglaise ou un genre de flan. Elle peut également servir de garniture à des pâtisseries typiques anglaises comme les Mc Knities custard cream, custard cream cupcakes, custard cream puffs, custard cream biscuits, banana custard cream pies, custard cream buns…

## Notoriété
Célèbres en Australie et au Royaume-Uni, les préparations toutes prêtes connaissent un véritable succès.
Une enquête alimentaire réalisée en 2000 a révélé que 99 % des clients ont reconnu la marque aux trois oiseaux. Selon cette même enquête, la Bird’s custard représente 45 % de la crème consommée au Royaume-Uni. 
La Bird’s custard est également exportée vers plusieurs pays du monde, notamment aux États-Unis où elle est vendue dans les magasins spécialisés. Au Canada, la Bird’s custard se trouve dans les supermarchés populaires. D’autres marques génériques à base de farine de maïs sont également en vente. 